# Histoire trouble
Histoire trouble (Troubled Waters) est un téléfilm canadien réalisé par John Stead, diffusé en décembre 2006 et aux États-Unis le 1er janvier 2007 sur Lifetime.

## Fiche technique
- Réalisation : John Stead
- Scénario : David Robbeson
- Société de production : 235 Films
- Durée : 95 minutes
- Pays :  Canada

## Distribution
- Jennifer Beals (VF : Danièle Douet) : Agent spécial Jennifer Beck
- Jonathan Goad (VF : Laurent Natrella) : Agent Andy Hunter
- David Storch (VF : Denis Laustriat) : Mike Waters
- Shauna Black (VF : Anneliese Fromont) : Julia Waters
- Stuart Hughes (en) (VF : Maurice Decoster) : Ben Tomlinson
- Olivia Ballantyne (VF : Colette Natrella) : Megan Waters
- Sharon Lewis (en) (VF : Marie-Christine Darah) : Agent Tina Davis
- Laura Vandervoort : Carolyn
- Nicole Dos Santos : Maria
- Frank Moore : Agent spécial Turner
- Matt Birman : Agent spécial Stokes
- Stewart Arnott : Docteur
- Chris Cordell : Agent Reynolds